# Grupo de Fuerzas Especiales (Chile)
El Grupo de Fuerzas Especiales de la Fuerza Aérea de Chile (FACH) es la entidad que agrupa las distintas unidades de FF.EE. 
El Regimiento de Artillería Antiaérea fue fundado en mayo de 1930 y a finales de la década de 1990 pasa a llamarse "Regimiento de Artillería Antiaérea y Fuerzas Especiales, al unirse a esta unidad la agrupación de Comandos de Aviación. Después, a lo largo del tiempo se crearon otros grupos de comandos, como la Agrupación Antisecuestros Aéreos (A.S.A.) y el PARASAR (Paracaidistas de Búsqueda, Salvamento y Rescate). Esta última es una unidad de elite encargada de los rescates en zonas de difícil acceso.
Las FF.EE. de la Fuerza Aérea de Chile son reconocidas por su gran profesionalismo y capacidad de despliegue en cualquier región de Chile. Cada uno de los integrantes de éstas unidades de la FACH hacen su entrenamiento básico en cielo, tierra y mar, además de largas semanas en la Cordillera de los Andes.

Las unidades que integran el Grupo de Fuerzas Especiales son:
- La Agrupación Antisecuestros Aéreos (A.S.A.), cuyo principal cuartel se ubica en el Grupo de Aviación Nº10 en el Aeropuerto Internacional Arturo Merino Benítez, en la ciudad de Santiago.
- Paracaidistas de Búsqueda, Salvamento y Rescate (PARASAR).